# Sabaria
|  | Aquest article tracta sobre ciutat de Pannònia. Vegeu-ne altres significats a «Sabària». |

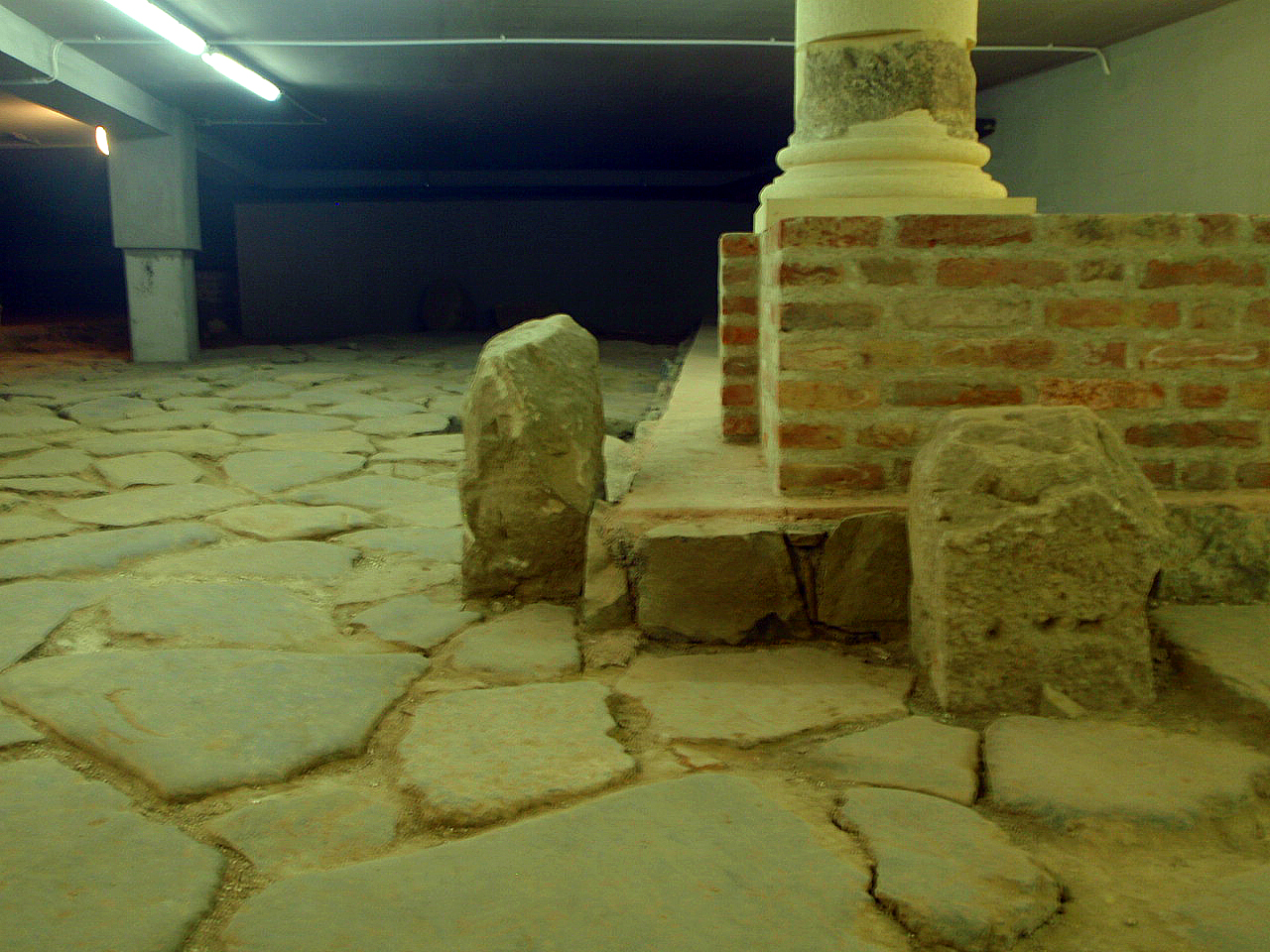
Ruïnes de l'antiga Sabària.

Sabaria (en llatí Sabaria, en grec antic Σαουαρία) va ser una important ciutat de la Pannònia Superior situada en una plana entre el riu Arrabo i Deserta Boiorum, a la via entre Carnunt i Poetovium.
Probablement havia estat una antiga ciutat dels bois, i va adquirir importància per la fecunditat de la seva plana i perquè es trobava en una cruïlla important de camins. L'emperador Claudi la va elevar al rang de colònia, (Colonia Claudia Sabaria), segons diu Plini el Vell. En aquesta ciutat Septimi Sever va ser proclamat August. Valentinià I hi va residir alguns temps.
A causa d'aquesta i d'altres circumstàncies, la ciutat va ser molt pròspera durant el darrer període de l'Imperi Romà. La seva antiga grandesa encara queda testimoniada per les nombroses restes de temples i aqüeductes. És la moderna Szombathely (alemany Stein am Anger).